# Cavari

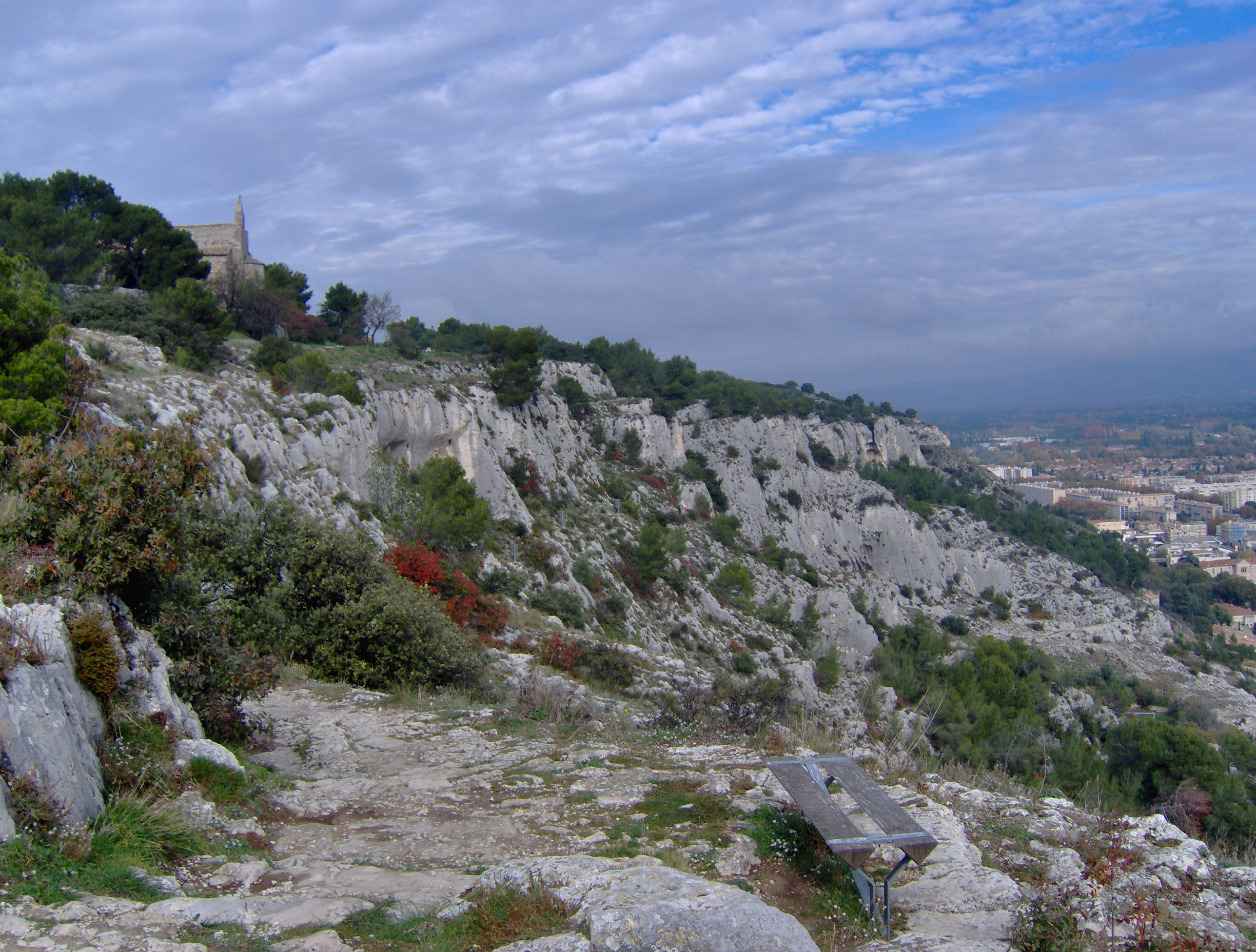
Oppidum dei cavari sulla collina Saint-Jacques a Cavaillon

I Cavari erano una popolazione celtoligure – o più verosimilmente una federazione di popoli – stanziati nel sud-est della Gallia, su un territorio situato al confluente fra la valle del Rodano e della Durance, che includeva le città di Orange (Arausio) ed Avignone (Avenio). In particolare, avevano un oppidum nei pressi dell'odierna Cavaillon, nel Vaucluse, che da loro prese il nome.

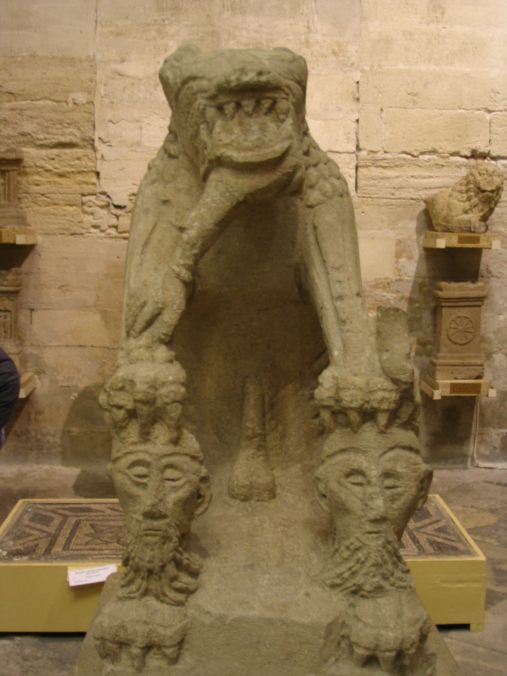
La Tarasque de Noves in posizione itifallica, simbolo del pericoloso guado del Maupas

## Storia

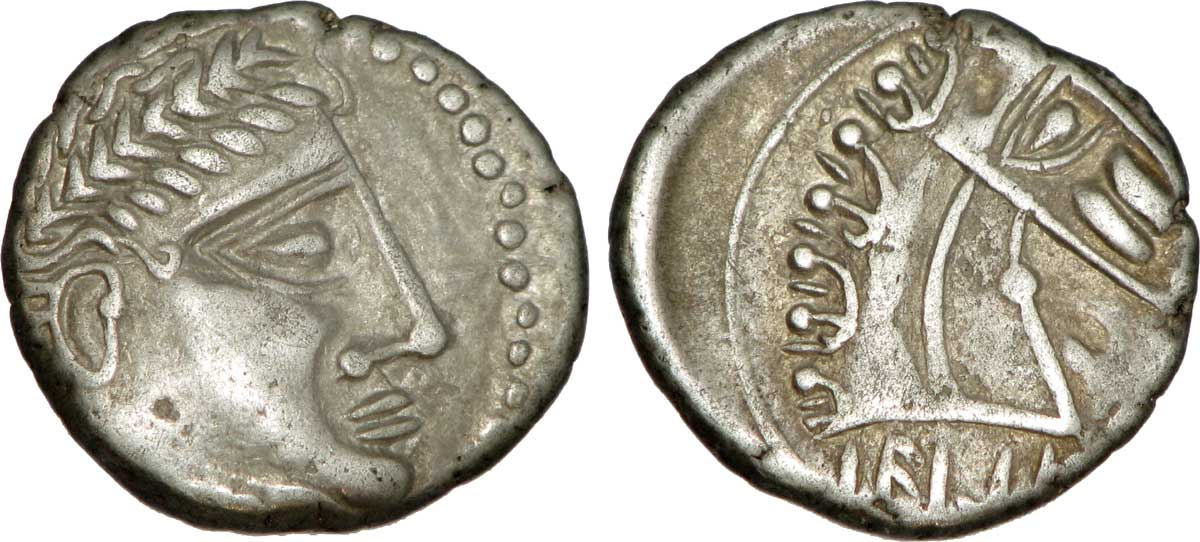
Denaro con busto di cavallo coniato dai Cavari (Iº secolo a.C.)

Secondo Strabone, i cavari erano alleati di Roma e, nel I secolo, avevano un territorio che si estendeva fino all'Isère e che includeva diversi popoli, come i Segovellauni e forse anche i Tricastini.
"Cavari" è considerato un nome di origine gallica che significa "eroi" o "campioni"; probabilmente è legato alla parola caur ("eroe", "campione del guerriero") proveniente dall'irlandese antico e dal gallese cawr ("eroe gigante").
Fra le testimonianze archeologiche attribuite ai cavari, è famosa la statua della Tarasque di Noves che rappresenta una creatura antropofaga, oggi esposta al museo Calvet di Avignone.
Il guado del Maupas (malus passus) ha permesso di attraversare la Durance sin dalla preistoria, lasciando una traccia nella memoria collettiva. In effetti, è nei pressi del guado e vicino al cimitero di Noves, che nel 1849 la statua del mostro è stata rinvenuta. La Tarasque è datata fra 50 a.C. e l'inizio del I secolo e testimonia di un'analogia fra la violenza del fiume a Maupas e la ferocia del mostro antropofago.
I cavari confinavano con i Salluvi (oppidum d'Entremont a Aix-en-Provence) a sud, gli Albici (nelle terre d'Apt) ed i Voconzi (Luc-en-Diois e Vaison-la-Romaine) a nord.